# Aspidosperma parvifolium
O guatambu (Aspidosperma parvifolium) é uma espécie nativa do Brasil, endêmica, de ocorrência confirmada em todos os estados do Sudeste do país